# 孟波 (作曲家)
孟波（1916年2月14日—2015年3月16日），原名孟绶曾，江苏常州人，中国作曲家。

## 生平
1916年出生于江苏常州，1931年到上海打工，1935年起利用业余时间进行歌曲创作，师从冼星海、吕骥等。1936年，孟波与麦新编著《大众歌声》歌曲集。1938年参加新四军，次年加入中国共产党。
1943年，孟波调任延安鲁迅艺术学院音乐系教师。此后，孟波先后在中央管弦乐团、华北戏剧音乐工作委员会、中国音乐家协会、上海音乐学院等单位担任领导职务，曾在何占豪和陈钢创作《梁祝小提琴协奏曲》的过程中提供指导。2015年3月16日因病醫治無效於上海華東醫院逝世，享年99歲。

## 家庭
妻子是作曲家严金萱。

## 著作
《牺牲已到最后关头》、《高举革命大旗》等，他还著有电影剧本《聂耳传》。